# Harald Körlof
Anders Harald Körlof, född den 22 juni 1889 i Asmundtorps församling, död den 3 november 1965 i Uppsala, var en svensk jurist.
Körlof föddes som son till Anders Andersson (1860-1924) och hans hustru Elna Kristina, född Kristensson (1860-1952). 15 oktober 1913 ingick Harald Körlof äktenskap med Sigrid Elisabet Anna, född Svensson (1888-1959). I äktenskapet föddes sönerna Voldmar och Sven samt dottern Hanna.
Körlof avlade juris kandidatexamen 1911. Han var extra ordinarie notarie 1911–1914, tillförordnad domhavande 1914–1920, extra ordinarie assessor i Svea hovrätt 1921–1923. Körlof blev vice häradshövding 1922. Han var häradshövding i Torneå domsaga 1923–1936 och i Ovansiljans domsaga 1936–1956. Körlof blev riddare av Nordstjärneorden 1934 och kommendör av andra klassen av samma orden 1943. Han vilar i en familjegrav på Smedstorps kyrkogård.